# Lakshmana Tirtha
El Lakshmana Tirtha es un río localizado en el estado de Karnataka en la India y tiene su origen en el distrito de Kodagu, sus aguas fluyen hacia el este. 
Este río se une al río Kaveri en el lago de Krishna Rajá Sagara.
- Datos: Q3536970
- Multimedia: Lakshmana Tirtha / Q3536970